# Висине Њујорка
Висине Њујорка (енгл. In the Heights) амерички је филмски мјузикл из 2021. године. Режију потписује Џон М. Чу, а сценарио Кијара Алегрија Хјудис, по истоименом позоришном комаду Хјудисове и Лин-Мануела Миранде. Главне улоге тумаче Ентони Рамос, Кори Хокинс, Лесли Грејс, Мелиса Барера, Олга Мередиз, Дафни Рубин Вега, Грегори Дијаз  и Џими Смитс. Филм прати сличну радњу као и мјузикл, причу о делу Менхетна који претежно насељавају Доминиканци, где сваки члан заједнице тражи своје sueñitos (мале снове) за бољи живот.
Првобитно је требало бити приказан током 2020. године, али је одложен због пандемије ковида 19. Премијера је приказана 4. јуна 2021. године на филмском фестивалу у Лос Анђелесу, док је од 10. јуна приказиван у биоскопима у Сједињеним Америчким Државама, те 30 дана пуштен за стримовање на HBO Max. Добио је изузетно позитивне рецензије критичара, уз посебне похвале за режију, извођења и музиу. Међутим, остварио је слабе финансијске резултате, зарадивши само 45 милиона долара у односу на продукцијски буџет од 55 милиона долара и тачку рентабилности од 200 милиона долара. Рамос је номинован за награду Златни глобус у категорији најбољи главни глумац у играном филму (мјузикл или комедија).

## Улоге
| Глумац           | Улога         |
| ---------------- | ------------- |
| Ентони Рамос     | Уснави        |
| Кори Хокинс      | Бени          |
| Лесли Грејс      | Нина Росарио  |
| Мелиса Барера    | Ванеса        |
| Олга Мередиз     | Клаудија      |
| Дафни Рубин Вега | Данијела      |
| Грегори Дијаз    | Сани          |
| Џими Смитс       | Кевин Росарио |
| Стефани Беатрис  | Карла         |
| Даша Поланко     | Кука          |
| Марк Ентони      | Гапо          |
| Ноа Катала       | Пит           |